# The Tiger Rising
The Tiger Rising (Le Réveil du tigre) est un livre pour enfants écrit en 2001 par l'autrice lauréate de la médaille Newbery Kate DiCamillo. Le livre raconte l'histoire d'un garçon de douze ans, Rob Horton, qui trouve un tigre en cage au fond des bois près de chez lui. Le livre a été finaliste du National Book  Award.

## Intrigue
Rob Horton, âgé de douze ans, vit avec son père dans un motel de Floride, le Kentucky Star. Lui et son père, Robert, ont récemment déménagé à Lister, en Floride, après le décès de la mère de Rob, Caroline. Rob est un enfant calme, régulièrement victime de harcèlement scolaire. Sa vie change le jour où Rob, en errant dans les bois, découvre un tigre enfermé dans une cage. Il rencontre alors une fille nommée Sixtine Bailey qui a récemment déménagé à proximité. Rob montre le tigre à Sixtine. Lui qui ne partage d'habitude pas ses sentiments, s'ouvre peu à peu à Sixtine, sans le vouloir. Bien que Sixtine insiste pour laisser partir le tigre, Rob se méfie de ce qui pourrait arriver à l'animal une fois en liberté. Rob finit par céder et libère le tigre, le laissant courir dans les bois. Peu après, le père de Rob tue le tigre. Pour l'enterrement du tigre, Sixtine récite une partie du poème The Tyger de William Blake. Rob et son père se font part de leurs sentiments non résolus à propos de la mère de Rob. Ce dernier commence à avoir hâte d'aller à l'école avec Sixtine.

## Personnages
- Rob Horton : Rob et son père (Robert Horton) ont déménagé de Jacksonville à Lister après le décès de sa mère (Caroline Horton). Il séjourne au Kentucky Star Hotel avec son père qui y travaille. C'est un enfant calme. Il est souvent victime de harcèlement scolaire. C'est le personnage principal de l'histoire, celui qui découvre le tigre dans la cage.
- Sistine Bailey : Sistine (ou Sissy) et sa mère déménagent à Lister. Sixtine est la camarade de classe de Rob. Les parents de Sixtine divorcent à la suite de la liaison de son père avec sa secrétaire. À l'inverse de Rob, elle est plus extravertie et est souvent jugée par d'autres personnes à l'école.
- Willie May : Gouvernante du Kentucky Star. Bien que peu instruite, elle donne de sages conseils à Rob et Sixtine, conduisant Sistine à prétendre qu'elle est une prophétesse . Elle et Rob savent tous les deux ce que c'est de perdre un être cher.
- Robert Horton : le père de Rob. Il travaille au Kentucky Star Motel où Beauchamp le sous-paie.
- Caroline Horton : la mère de Rob. Elle est morte d'un cancer avant que Rob et son père ne déménagent à Lister, en Floride.
- Beauchamp : propriétaire du motel Kentucky Star, des bois derrière le motel et du tigre.
- Le Tigre : le tigre est décrit comme un bel et pauvre animal piégé cruellement dans une cage dont il ne peut s'échapper. Il fait les cent pas dans sa cage et est nourri par Beauchamp puis par Rob. Lorsque Rob et Sixtine le laissent sortir de sa cage, le père de Rob lui tire dessus et il meurt.
- Norton et Billy Threemonger : deux frères peu malins qui harcèlent Rob à l'école et dans le bus.
- Mme Bailey : la mère de Sixtine. Elle la couve et l'oblige à porter des robes.
- M. Phelmer : le directeur de l'école de Rob. Il considère que Rob est une plaie, il le néglige et n'aime pas lui parler. Il dit plus tard à Rob qu'il ne peut pas venir à l'école au cas où la maladie de ses jambes serait contagieuse[3].

## Autres informations
The Tiger Rising est aussi un film de 2020, réalisé par Ray Giarratana.